# Tibau do Sul
Tibau do Sul är en kommun i Brasilien.   Den ligger i delstaten Rio Grande do Norte, i den östra delen av landet, 1 800 km nordost om huvudstaden Brasília. Antalet invånare är 11 402.
Omgivningarna runt Tibau do Sul är en mosaik av jordbruksmark och naturlig växtlighet. Runt Tibau do Sul är det ganska tätbefolkat, med 75 invånare per kvadratkilometer.